# Mireille Grosjean
Mireille Grosjean (en esperanto: Mirejo Groĵan) (La Chaux-de-Fonds, 1946) és una pedagoga, pacifista i esperantista suïssa.
De jove va estudiar idiomes, així com geografia i història a la Universitat de Neuchâtel. El 2014 es va diplomar en estudis d'interlingüística a la Universitat Adam Mickiewicz a Poznań, Polònia. Durant molts anys ha estat professora d'idiomes, especialitzada en educació intercultural.
Mireille Grosjean és activa en nombroses organitzacions, entre les quals destaca l'Associació Suisse des Educateurs a la Paix (ASEPAIX), entitat de la qual va ser fundadora. També és presidenta de la Lliga Internacional de Professors Esperantistes (ILEI) i co-fundadora de l'associació AikidEo, entitat que busca lligar l'ideal pacifista de la llengua auxiliar internacional esperanto amb els valors de l'art marcial japonès aikido. Com a activista, a més de pels seus viatges arreu del món per promoure l'esperanto, és coneguda per haver co-organitzat la campanya "Esperanto, Premi Nobel de la Pau" el 2008, activitat que va tenir un cert ressò mediàtic.
El 2014 va rebre el guardó Esperantista de l'any, que atorga annualment la revista La Ondo de Esperanto. En la votació final es va imposar a Stefan MacGill, Hori Jasuo, Heidi Goes, Kalle Kniivilä i Chuck Smith. La llista de guardonats amb aquest premi inclou a personalitats com el poeta escocès diverses vegades candidat al Premi Nobel de Literatura William Auld o com Bertilo Wennergren, autor de la imponent Plena Manlibro de Esperanta Gramatiko. El jurat va valorar especialment activitats de Grosjean al continent africà, com l'organització del 5è Congrés Africà d'Esperanto. A més, també va destacar la seva activa tasca com a presidenta d'ILEI, incloent-hi l'organització de la 47a conferència internacional d'aquesta entitat celebrada el 2014 a Montevideo i el Tercer Col·loqui Mundial sobre l'Ensenyament de l'Esperanto, que tindrà lloc el 2015 a La Chaux-de-Fonds. El 2016 va rebre el premi Premi Deguĉi, que atorga anualment l'Associació Mundial d'Esperanto a persones amb una reconeguda trajectòria en l'ús de l'esperanto com a potencial recurs per a la pau mundial.
És una de les figures que surten a l'enciclopèdia Nia Diligenta Kolegaro de Halina Gorecka i Aleksander Korĵenkov, publicada a Kaunas el 2018, i que recull les biografies dels 200 esperantistes més eminents de la història.